# California Kickers
Fort Lauderdale Sun is een voormalige Amerikaanse voetbalclub uit Hollywood, Californië. De club werd opgericht in 1986 als Hollywood Kickers en opgeheven in 1990. In het tweede seizoen van de club werd de naam California Kickers aangenomen. Het laatste seizoen van de club heette zij California Emperors, hierna is besloten om verder te gaan als amateurclub. De club speelde vier seizoenen in de Western Soccer Alliance en één seizoen in de American Professional Soccer League. In 1986 werd het kampioenschap behaald.

## Erelijst
- Western Soccer Alliance

Winnaar (1): 1986